# Lucien Faucheux
Lucien Faucheux (Le Kremlin-Bicêtre, 26 d'agost de 1899 - Bordeus, 24 de juliol de 1980) va ser un ciclista francès que es dedicà al ciclisme en pista.
Va prendre part en els Jocs Olímpics d'Anvers de 1920, en la prova de persecució per equips. Es casà amb la nedadora olímpica Yvonne Degraine, però s'acabaren divorciant.

## Palmarès
- 1921
  -  Campió de França de velocitat amateur
  - 1r al Gran Premi de l'ACF
- 1926
  - 1r al Gran Premi de París de velocitat
  - 1r al Gran Premi de l'UCI
- 1927
  - 1r al Gran Premi d'Angers
  - 1r al Gran Premi de l'UVF
  - 1r al Gran Premi de l'Armistici
  - 1r al Trofeu del nou any
- 1928
  -  Campió de França de velocitat
  - 1r al Gran Premi de París de velocitat
  - 1r al Gran Premi d'Angers
  - 1r al Gran Premi de l'Armistici
- 1929
  -  Campió de França de velocitat
  - 1r al Gran Premi de París de velocitat
  - 1r al Gran Premi de l'Armistici
- 1931
  -  Campió de França de velocitat
  - 1r al Gran Premi de l'UCI